# 王爱国 (沈阳军区)
王爱国，男，中国共产党党员，中国人民解放军少将军衔，曾任中国人民解放军沈阳军区联勤部物资油料部部长、沈阳军区联勤部部长。
2014年11月中央军委纪委因对其违纪问题立案调查，2015年2月移送军事司法机关依法处理。